# Langeais
Langeais är en kommun i departementet Indre-et-Loire i regionen Centre-Val de Loire i de centrala delarna av Frankrike. Kommunen ligger i kantonen Langeais som tillhör arrondissementet Chinon. År 2016 hade Langeais 4 667 invånare.

## Befolkningsutveckling
Antalet invånare i kommunen Langeais
Referens:INSEE